# Музей Ливерпуля
Музей Ливерпуля (англ. Liverpool Museum) — музей, открывшийся в 2011 году, расположенный в городе Ливерпуль, Англия. Данный музей заменил ранее существовавший музей жизни Ливерпуля. Музей расположен в новом, специально построенном здании на территории острова Манн, в районе Пир-Хед. Музей Ливерпуля входит в состав национальных музеев Ливерпуля.

## История
Музей, спроектированный архитекторами 3XN и инженерами Buro Happold и построенный Galliford Try  стоимостью 72 миллиона фунтов стерлингов, предоставляет выставочную площадь 8000 квадратных метров, в которой размещено более 6000 объектов.  В нем есть гибкие пространства, которые регулярно меняются, чтобы позволить Национальным музеям Ливерпуля показать больше своих коллекций. Он был открыт для публики 19 июня 2011 года .В январе и феврале 2017 года музей был закрыт на два месяца для проведения основных работ.
С 10 по 12 декабря 2021 года в музее проходил саммит министров иностранных дел G7. 

## Выставки
Экспонаты из всей коллекции Национальных музеев Ливерпуля используются для дисплеев Ливерпульского музея. Они рассказывают историю города с помощью предметов из коллекций костюмов и декоративного искусства, энтомологических и ботанических коллекций и предметов, представляющих социальную и городскую историю, а также устных свидетельств, археологических материалов и фотоархивов.
27 февраля 2007 года паровоз «Лев», звезда фильма «Титфилд Тандерболт», был перевезен по дороге из Манчестера в Ливерпуль после того, как был отдан в аренду Манчестеру, когда новый музей строился. Некоторые реставрационные работы проводились до того, как он занял почетное место в новом музее.
С сентября по ноябрь 2012 года в музее проходила выставка Liverpool Love, на которой такие известные личности, как Йоко Оно, сэр Питер Блейк и Ноэль Филдинг.

## Основные темы
Экспозиции музея разделены на четыре основные темы: Великий порт, Глобальный город, Народная республика и Чудесное место, расположенные в четырех больших галереях. На первом этаже дисплеи демонстрируют городскую и технологическую эволюцию, как местную, так и национальную, включая промышленную революцию и изменения в Британской империи, а также то, как эти изменения повлияли на экономическое развитие города. Верхний этаж рассматривает особую и сильную идентичность Ливерпуля, исследуя социальную историю города, от поселения в этом районе от времен неолита до наших дней, миграции и различных сообществ и культур, которые вносят вклад в разнообразие города. В музее также есть: Little Liverpool, галерея для детей до шести лет, а также исторические детективы, интерактивный ресурсный центр по археологии и истории, театр на 180 мест для общественных и аудиовизуальных представлений и помещений для встреч. Здесь также есть галерея под названием «Городские солдаты», в которой рассказывается история Королевского полка.В феврале 2007 года, когда музей строился, паровоз «Лев », звезда фильма «Удар грома Титфилда », был перевезен по дороге из Манчестера , где он был взят взаймы, в Ливерпуль и в конечном итоге помещен в новый музей.